# Palmojad
Palmojad, rakama (Gypohierax angolensis) – gatunek dużego ptaka z rodziny jastrzębiowatych (Accipitridae), jedyny przedstawiciel rodzaju Gypohierax. Występuje na terenie Afryki Subsaharyjskiej.

## Taksonomia
Gatunek po raz pierwszy naukowo opisał w 1788 roku niemiecki zoolog Johann Friedrich Gmelin, nadając mu nazwę Falco angolensis. Holotyp na podstawie tekstu „Angola Vulture” Johna Lathama pochodził z Angoli. Nie wyróżnia się podgatunków.

### Etymologia
- Gypohierax (Gyphierax): gr. γυψ gups, γυπος gupos „sęp”; ἱεραξ hierax, ἱερακος hierakos „jastrząb, sokół”[13].
- Racama (Recama): według Bruce’a (1790) Rachamah była nazwą ścierwnika (Neophron percnopterus) w Egipcie i Afryce Północnej; Goodman (1986) sugeruje, że Rakhama jest ogólnym określeniem dla sępów w Egipcie[14].
- angolensis: Angola (port. Angola, od słowa Ngola będącego tytułem władców Ndongo)[15].

## Morfologia
Wyglądem przypomina bielika, długość ciała 57–65 cm, masa ciała 1200–1800 g (średnio 1470 g), rozpiętość skrzydeł 135–155 cm. Jego głowa jest nieopierzona wyłącznie wokół oczu. Głowa i tułów pokryte są białymi piórami, ogon i skrzydła są czarno-białe, dziób żółtawy, u nasady szaroniebieski.

## Ekologia i zachowanie

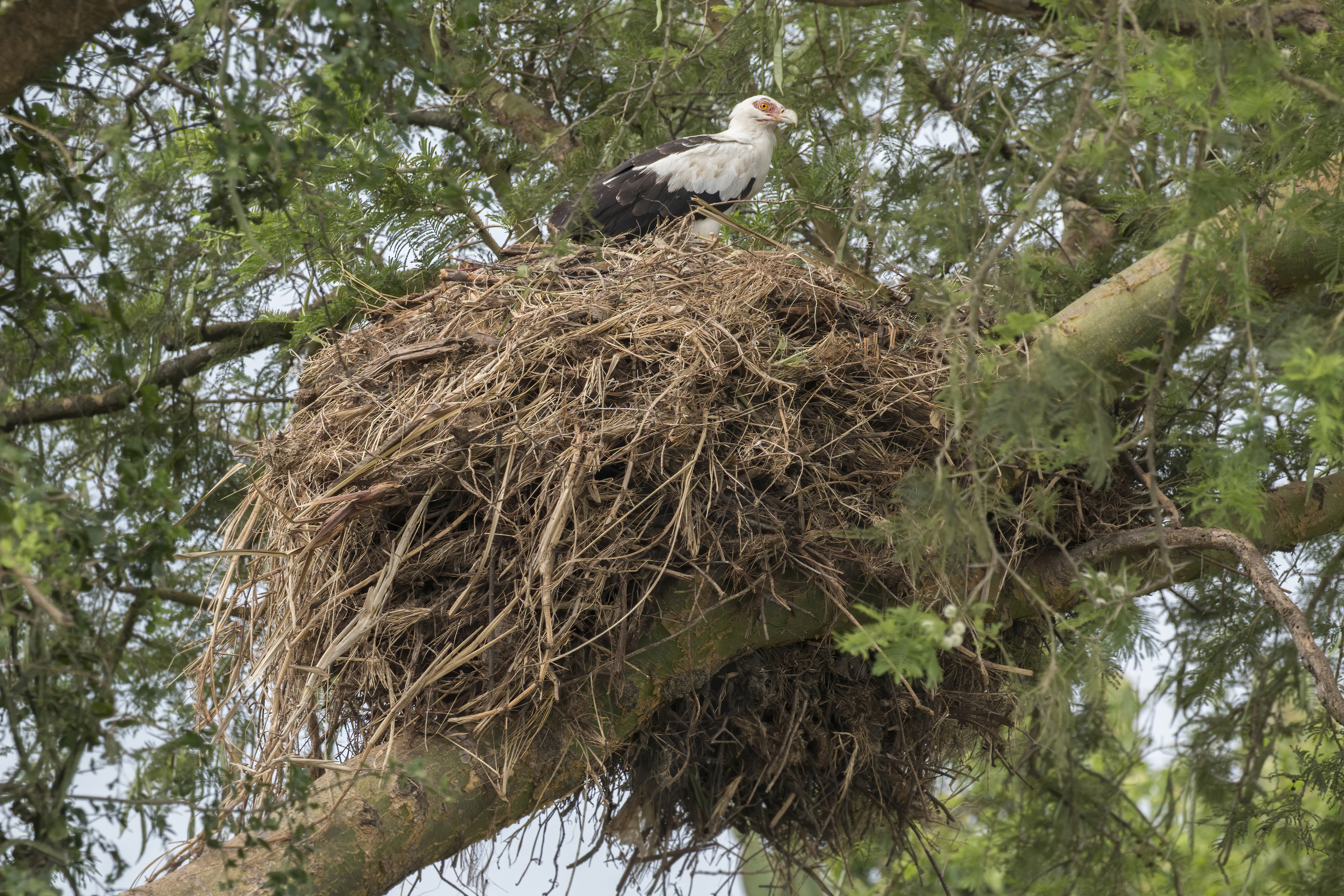
Dorosły osobnik na gnieździe

Występuje głównie na sawannach, na obrzeżach wilgotnych lasów tropikalnych i nadrzecznych, na wybrzeżach, w lasach mangrowych, lagunach i na terenach z plantacjami palm olejowych.
Duże gniazdo z patyków buduje wysoko na drzewie, zwykle w pobliżu wody; może być ono używane w kolejnych latach. Samica składa tylko jedno jajo.
Żywi się głównie owocami palm: Raphia vinifera i olejowca gwinejskiego (Elaeis guineensis). Rzadziej pożywia się małymi zwierzętami, w tym pisklętami ptaków, wężami, rybami, krabami (słodkowodnymi i morskimi), mięczakami, gryzoniami, dużymi ślimakami, chrząszczami gnojowymi, termitami, latającymi mrówkami i szarańczą. Niekiedy zjada też padlinę.

## Status
Międzynarodowa Unia Ochrony Przyrody (IUCN) uznaje palmojada za gatunek najmniejszej troski (LC – least concern) nieprzerwanie od 1988 roku. Trend liczebności populacji uznaje się za stabilny.